# Beals (cràter)
Beals és un cràter d'impacte que es troba a prop de l'extremitat oriental de la Lluna, a l'altre costat de la vora sud-oest del cràter Riemann. Des de la Terra. el cràter és vist gairebé des de la vora, i s'observa millor durant les libracions favorables. A l'oest es troba la gran plana emmurallada del cràter Gauss.

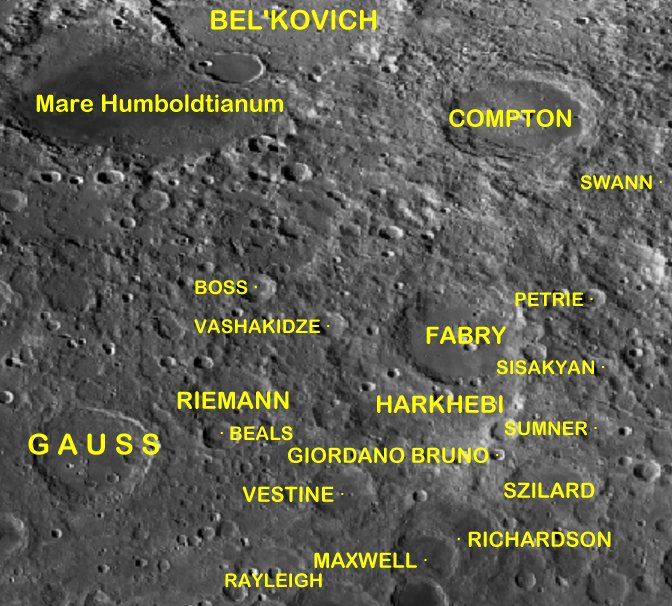
Localització de Beals (centre de la imatge)
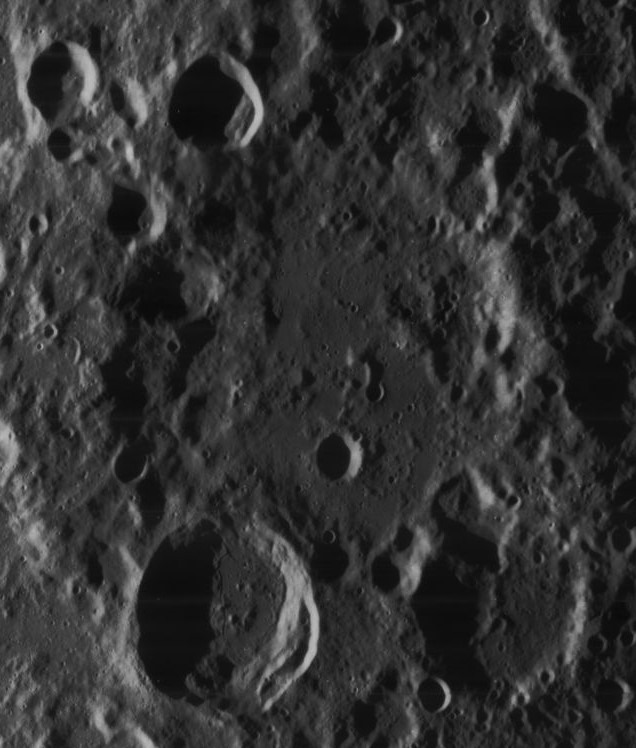
Imatge obliqua de la missió Lunar Orbiter 4 centrada en el cràter Riemann, amb Beals més baix a l'esquerra

Aquesta formació està lleugerament desgastada, sense impactes significatius dins del seu perímetre. La paret interna és més estreta al llarg de la cara nord-nord-est, on el cràter s'introdueix en Riemann, i la vora és una mica irregular a l'extrem sud. El sòl interior té només unes poques valls menors, situades a prop del punt mitjà.
Beals va ser designat anteriorment amb el nom de Riemann A, un cràter satèl·lit de Riemann, fins que la UAI li va canviar el nom el 1982 per commemorar a Carlyle S. Beals, un astrònom canadenc. Abans d'anomenar-se Riemann A, aquest cràter era conegut com a Cràter 110.